# Virgin Media One
Pour les articles homonymes, voir TV3.
Virgin Media One, également appelée Virgin One est une chaîne de télévision généraliste privée irlandaise appartenant au groupe Virgin Media Ireland (filiale de Liberty Global). Elle a été lancée en 1998 faisant d'elle, la première chaîne de télévision privée au pays. 

## Histoire de la chaîne
TV3 Irlande était la première chaîne de télévision indépendante en Irlande. 

## Organisation

### Dirigeants
Président :
- David McRedmond

Directeur des programmes :
- Ben Frow

Directeur de l'information :
- Andrew Hanlon

### Capital
TV3 est éditée par TV3 Broadcasting Limited, détenue par la société privée en capital propre Doughty Hanson & Co depuis fin août 2006.
Auparavant, la société était détenue à 45 % par la plus grande compagnie commerciale britannique de télévision, ITV plc, ainsi que par les communications de CanWest Global, une compagnie canadienne, à 45 % et par le consortium original de TV3 à 10 %. 

### Siège
Les studios principaux de TV3 se trouvent dans le banlieue du Ballymount, à Dublin. 

## Logos

Jusqu'à début 2017.